# Jeong Keun-woo
Detta är ett koreanskt namn; familjenamnet är Jeong.
Jeong Keun-woo (hangul: 정근우; hanja: 鄭根宇), född den 2 oktober 1982 i Seoul, är en sydkoreansk basebollspelare som tog guld för Sydkorea vid olympiska sommarspelen 2008 i Peking.
Jeong representerade även Sydkorea vid World Baseball Classic 2009, när Sydkorea kom tvåa, och 2013.